# ウッベルヘン

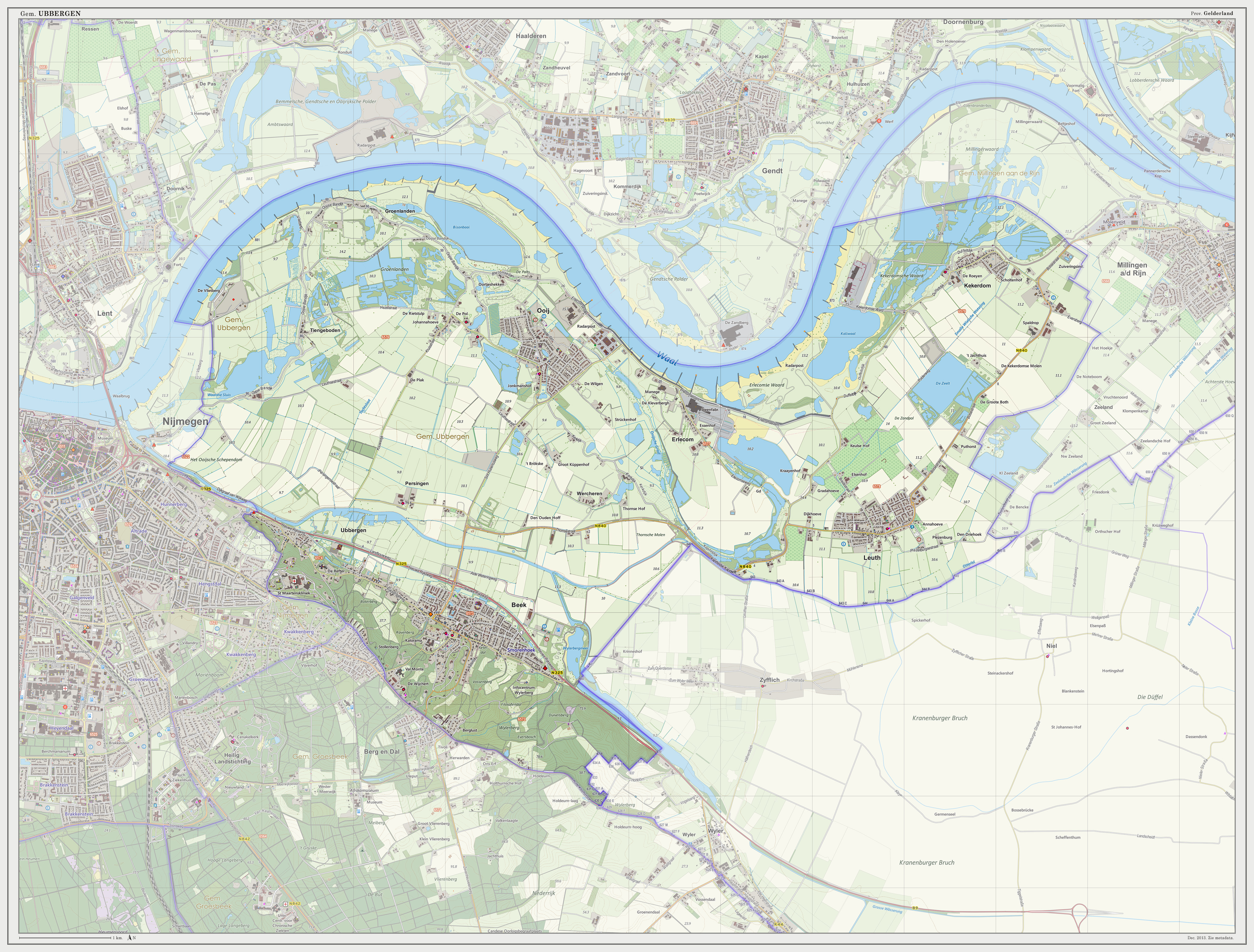
2013年時点のウッベルヘン

ウッベルヘン（オランダ語: Ubbergen [ˈʏbərɣə(n)] ( 音声ファイル)）とは、オランダヘルダーラント州にある基礎自治体（ヘメーンテ）である。

## 概要
人口は2013年11月1日現在で9,456人を数え、面積は38.81km²である。アーネム＝ナイメーヘン都市圏を構成する自治体の一つである。2005年3月以降の最大政党は労働党であり、フルンリンクスとの連立政権で現在の市政は行われている。また、2015年1月1日には、隣接するミリンゲン・アーン・デ・ライン、フルースベークと合併する予定である。

## 集落
- ベーク（蘭: Beek）
- ベルフ・エン・ダル（蘭: Berg en Dal）
- エルレコム（蘭: Erlecom）
- フルーンランデン（蘭: Groenlanden）
- ケケルドム（蘭: Kekerdom）
- レース（蘭: Leuth）
- オーアイ（蘭: Ooij）
- ペルシンゲン（蘭: Persingen）
- チーンゲボーデン（蘭: Tiengeboden）
- ウッベルヘン
- ヴェルチェレン（蘭: Wercheren）

## 市政
| 政党                      | 1998 | 2002 | 2006 | 2010 |
| フルンリンクス-労働党連合 | 3    | 3    | 4    | 4    |
| 連合90                    | 4    | 3    | 4    | 3    |
| キリスト教連合            | 3    | 2    | 2    | 2    |
| ウッベルヘン分離派        | -    | 4    | 2    | 2    |
| 自由民主国民党            | 2    | 1    | 1    | 1    |
| 民主66                    | -    | -    | -    | 1    |
| 合計                      | 13   | 13   | 13   | 13   |

## 姉妹都市
- オランダフルースベーク
- ハンガリーケルメンド
- ドイツクラネンブルク

## ギャラリー

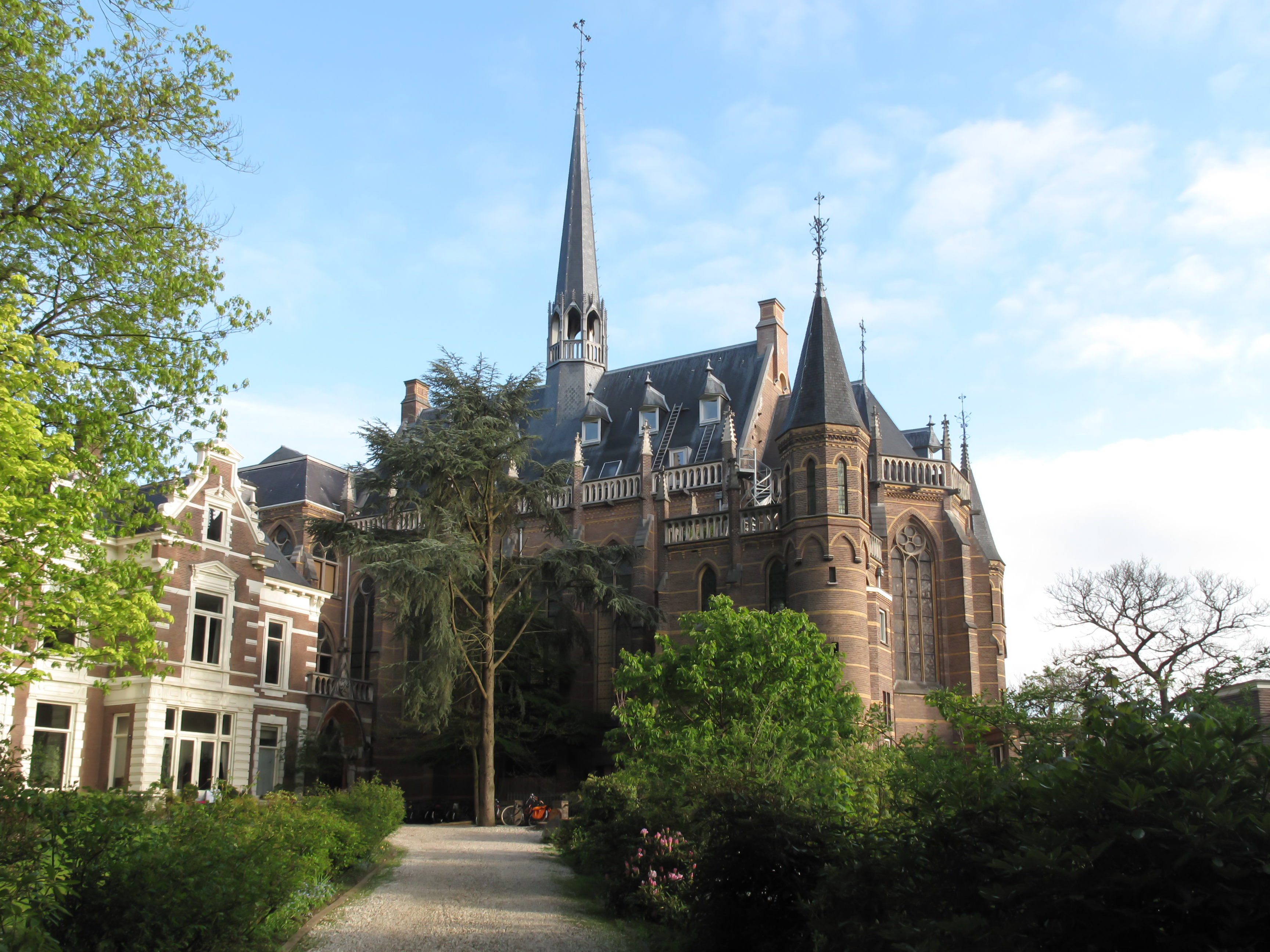
ウッベルヘンの修道院
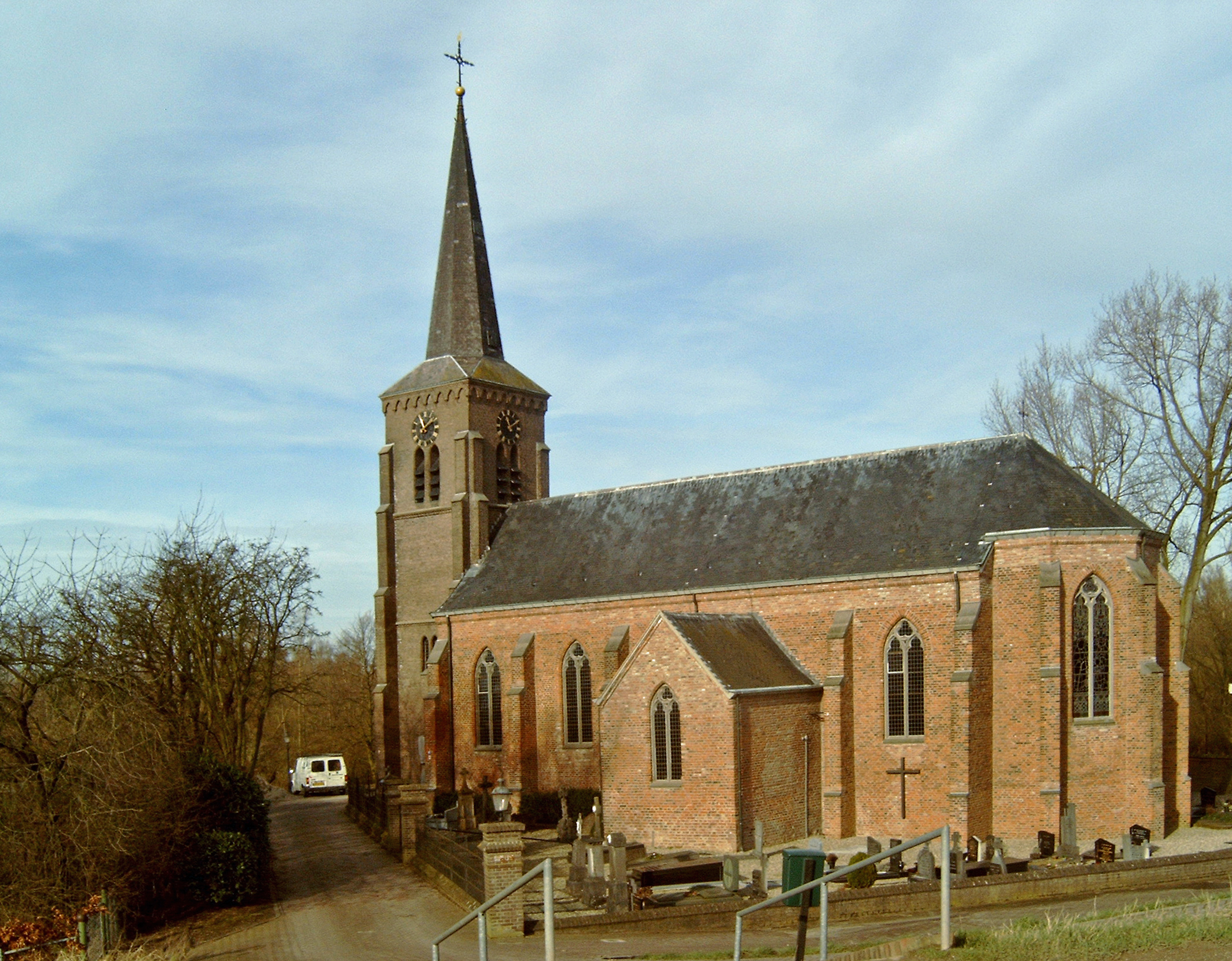
ケケルドムの教会
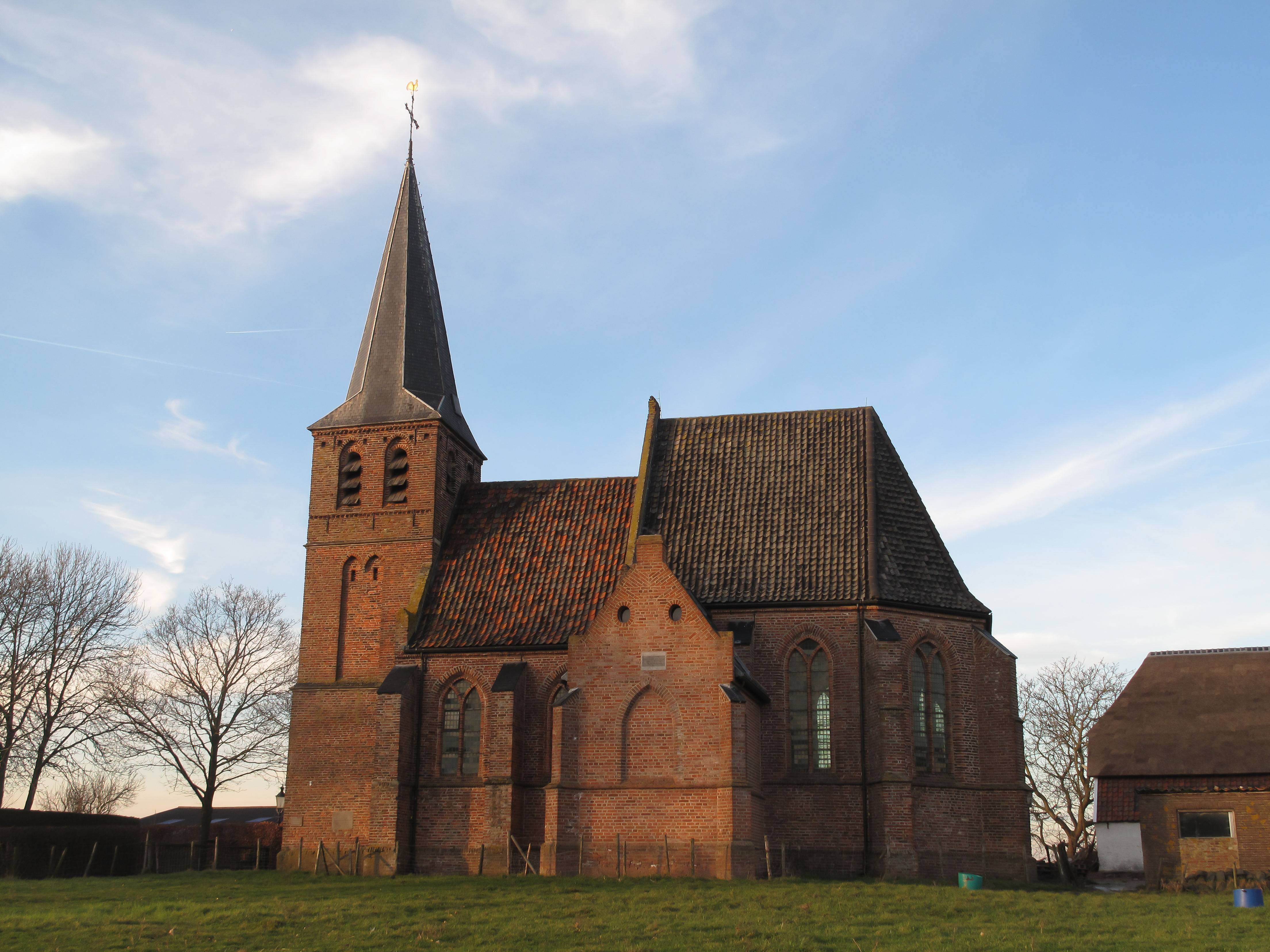
ペルシンゲンの教会
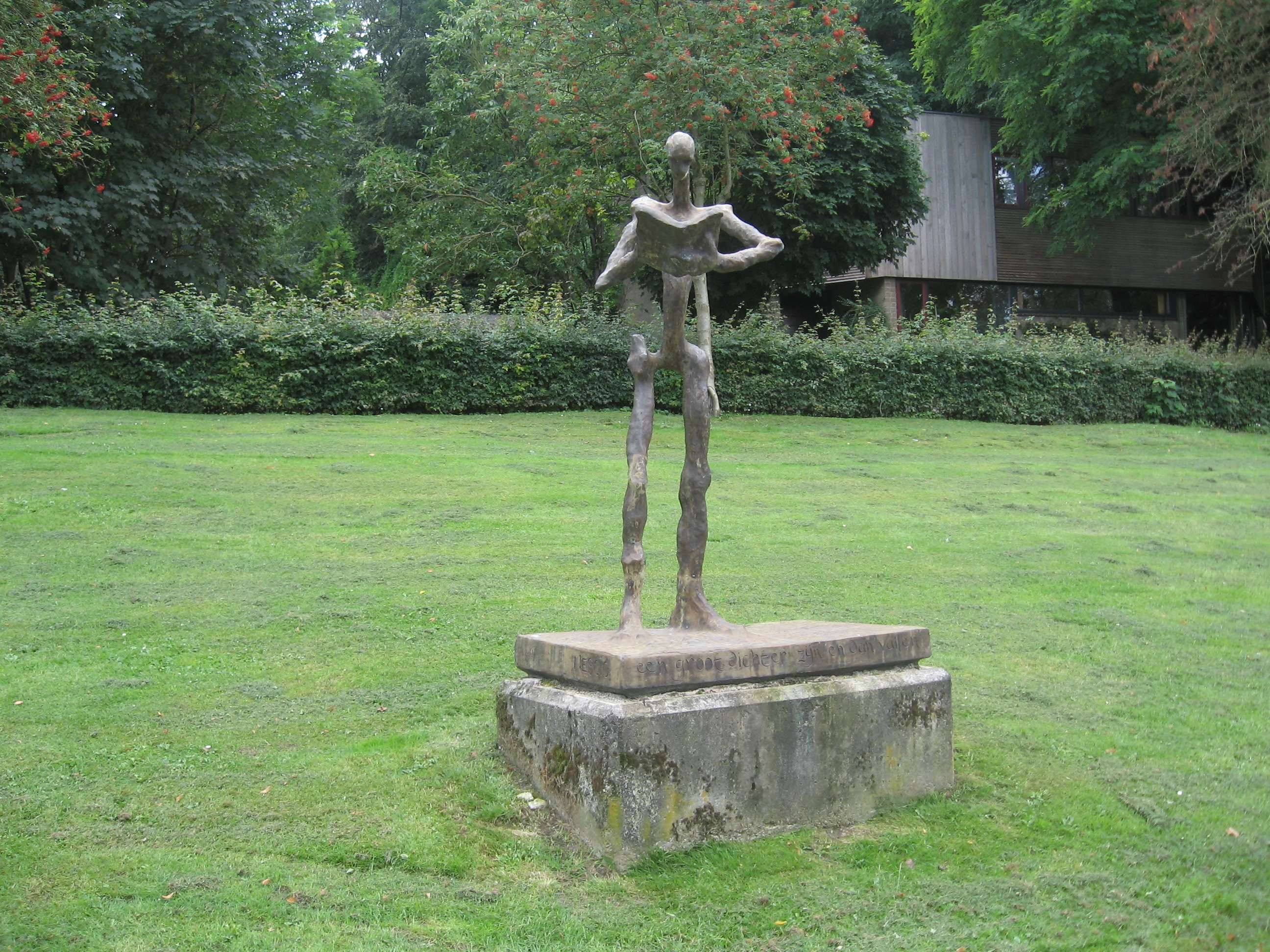
ネスシオ（英語版）の像